# 18-річна незаймана
«18-річна незаймана» — американський кінофільм режисера Тамара Олсона, що вийшов на екрани в 2008 році.

## Зміст
Кеті вже 18 і незабаром шкільний випускний. На дівчину тисне те, що всі її подруги вже давно розлучилися з невинністю, а ось вона дещо відстає. Поступово ця думка стає занадто нав'язливою і дівчина вирішує почати активні пошуки свого першого статевого партнера.

## Ролі
| Актор                    | Роль |
| ------------------------ | ---- |
| Олівія Алайн Мей         | -    |
| Лорен Уолш               | -    |
| Тодд Лі                  | -    |
| Дастін Херніш            | -    |
| Кармен Моралес           | -    |
| Деніел Сайкес            | -    |
| Джонатан Майкл Траутменн | -    |
| Роббі Хенке              | -    |
| Сет Кессел               | -    |
| Коллен Дрю Хендерсон     | -    |

## Знімальна група
- Режисер — Тамара Олсон
- Сценарист — Наомі Л. Селфман
- Продюсер — Девід Майкл Летт, Пол Бейлс, Рейчел Голденберг